# Jhonny González
Jhonny González (ur. 15 września 1981 w Meksyku) – meksykański bokser, były zawodowy mistrz świata wagi piórkowej organizacji WBC oraz wagi koguciej organizacji WBO.
Karierę zawodową rozpoczął 14 sierpnia 1999. Do roku 2005 stoczył 34 walki, z których wygrał 30. W tym czasie zdobył lokalne tytułu NABF, WBC Continental Americas i WBO NABO.
29 października 2005  w Tucson (USA) stanął do pojedynku o tytuł mistrza świata organizacji WBO w wadze koguciej z Tajem Ratanachai Sor Vorapinem wygrywając przez techniczny nokaut w siódmej rundzie. Skutecznie obronił tytuł 27 maja 2006 z Meksykaninem Fernando Montielem wygrywając niejednogłośnie na punkty.
Stale pozostając mistrzem w wadze koguciej przystąpił do walki o tytuł WBC w wadze junior piórkowej. 16 września 2006 przegrał przez techniczny nokaut w dziesiątej rundzie z Izraelem Vázquezem z Meksyku.
Po porażce powrócił do wagi koguciej. W kolejnej obronie tytułu 30 marca 2007 pokonał, byłego mistrza świata w wadze muszej organizacji IBF, Kolumbijczyka Irene Pacheco przez techniczny nokaut w dziewiątej rundzie. Kolejna próba obrony okazała się nieudana. 11 sierpnia przegrał z Filipińczykiem Gerry Peñalosą przez nokaut w siódmej rundzie.
W roku 2009 podjął próbę zdobycia tytułu junior piórkowej organizacji WBC. Przegrał z Japończykiem Toshiaki Nishioka przez nokaut w trzeciej rundzie choć sam miał przeciwnika na deskach w pierwszej rundzie.
Po porażce przeszedł do kategorii piórkowej wygrywając pojedynek o tytuł WBC FECARBOX będący zarazem eliminacją do walki o tytuł mistrza WBC oraz zdobywając tytuł organizacji IBO. 8 kwietnia 2011 stanął w Kobe, jako obowiązkowy pretendent, do walki z Hozumi Hasegawą o tytuł mistrza. Wygrał przez techniczny nokaut w czwartej rundzie i został mistrzem świata organizacji WBC. Po trzech miesiącach, 9 lipca, w pierwszej obronie tytułu pokonał rodaka Tomasa Villę przez techniczny nokaut w czwartej rundzie. W kolejnych obronach tytułu, 15 września, pokonał Rogersa Mtagwę z Tanzanii przez techniczny nokaut w drugiej rundzie a 3 grudnia znokautował w drugiej rundzie Panamczyka Roineta Caballero.
28 kwietnia 2012 zmierzył się z byłym mistrzem WBC tej kategorii, Elio Rojasem z Dominikany, który zawiesił w 2010 tytuł z powodu poważnej kontuzji. Zwyciężył jednogłośnie na punkty i obronił pas mistrzowski. Do kolejnej obrony doszło 15 września w Las Vegas. Zmierzył się z mistrzem WBO w wadze junior piórkowej w latach 2005-2008 rodakiem Danielem Ponce de Leonem. Przegrał jednogłośną decyzją sędziów i utracił tytuł. Walka została przerwana w ósmej rundzie po przypadkowym zderzeniem głowami. 
Kolejną walkę w obronie pasa WBC stoczył 28 marca 2015 w Las Vegas  z Amerykaninem Garym Russellem Jr (25-1, 14 KO).  Przegrywając przez techniczny nokaut w czwartej rundzie i tracąc tytuł.